# 임진왜란 1592
《임진왜란 1592》는 2016년 9월 3일부터 2016년 9월 29일까지 KBS 1TV에서 방영된 5부작 드라마로, 중국 CCTV와 공동으로 제작하였다. 역사적 사실에 근거한 다큐멘터리에 드라마를 결합한 극사실주의 드라마라는 팩츄얼 드라마(Factual Drama) 장르를 대한민국 처음으로 도입하여 좀더 사실적이고 생생한 임진왜란 이야기를 만들었다.
이 드라마는 임진왜란이 지금까지 그려졌던 거와 달리 거북선의 전투 장면과 이순신 장군의 해상전투 전략을 더욱 세밀하고 생동감 있게 표현함으로써 시청자들로부터 뜨거운 호응을 얻었다. 그리고 임진왜란을 중세 한일 간의 전쟁보다는 16세기 동아시아 최초의 국제전으로 보고, 중국 대륙까지 넘봤던 도요토미 히데요시를 중심으로 일본 역사에서 임진왜란이 갖는 의미가 무엇이며, 평양성 전투를 승리로 이끈 명나라의 역할도 재조명하였다.
이 과정에서 도요토미 히데요시를 연기한 배우 김응수가 시청자들로부터 많은 사랑을 받았으며, 한국방송촬영감독연합회가 주최하는 제29회 그리메상에서 남자 최우수연기자상을 수상하기도 했다. 더불어 같은 시상식에서 우수작품상(백홍종, 진아영)과 연출상(김한솔)을 수상했다. 또한 방송통신심의위원회로부터 ‘9월의 좋은 프로그램’으로 선정되었다.
한편, 방송 기간 중 추석 연휴(2016년 9월 15일 ~ 9월 17일)가 있어 이 기간 중에는 본방송이 결방되었으며 앞서 방영된 1부부터 3부까지를 재방송되었다. 하지만 방송 순서와는 다르게 역사적인 순서에 따라 3부를 먼저 방영하고 1부 ~ 2부를 차례대로 방영하였다.
그리고 VOD 다시보기 서비스는 중지되었으나, 저작권 침해 논란이 있다.

## 방송 시간
| 회차 | 방영일          | 부제                              | 방송 시간                       |
| ---- | --------------- | --------------------------------- | ------------------------------- |
| 1부  | 2016년 9월 3일  | 조선의 바다에는 그가 있었다       | 토요일 밤 9시 40분 ~ 10시 35분  |
| 2부  | 2016년 9월 8일  | 조선의 바다에는 그가 있었다       | 목 · 금요일 밤 10시 ~ 10시 55분 |
| 3부  | 2016년 9월 9일  | 침략자의 탄생 - 도요토미 히데요시 | 목 · 금요일 밤 10시 ~ 10시 55분 |
| 4부  | 2016년 9월 22일 | 평양성 - 삼국대전                 | 목 · 금요일 밤 10시 ~ 10시 55분 |
| 5부  | 2016년 9월 23일 | 암흑의 종말 - 노량 해전           | 목 · 금요일 밤 10시 ~ 10시 55분 |
| 번외 | 2016년 9월 29일 | 숨겨진 이야기들                   | 목 · 금요일 밤 10시 ~ 10시 55분 |

## 등장 인물

### 주요 인물
- 최수종 : 이순신 역
- 김응수 : 도요토미 히데요시 역 (청년 도요토미 히데요시 : 이정현)

### 조선
- 김광영 : 선조 역
- 이철민 : 이기남 역 - 귀선 돌격장
- 정진 : 나대용 역 - 귀선 제작자
- 조재완 : 막둥이 아빠 역
- 백봉기 : 탐망꾼 역
- 차상호 : 개똥 아빠 역
- 임윤주 : 개똥 엄마 역
- 박원석 : 목동 김천손 역
- 서희수 : 억대 역
- 신서아 : 모리 역
- 이석근 : 류성룡 역
- 미상 : 김완 역
- 무술팀 일원 : 권준 역

### 일본
- 다케다 히로미츠 : 와키자카 야스하루 역
- 박동하 : 고니시 유키나가 역
- 요시무라 켄이치 : 소 요시토시 역
- 야마노우치 타스쿠 : 카메이 코레노리 역
- 정은교 : 요코 역
- 한소연 : 요도기미 역
- 이종신 : 도쿠가와 이에야스 역
- 박성택 : 토쿠이 미치유키 역
- 남정우 : 도키치로 역
- 오상윤 : 시마즈 도요히사 역
- 이우승 : 가토 키요마사 역
- 성용원 : 이시다 미츠나리 역
- 박한나 : 우메보시녀 역
- 이유림 : 우메보시녀 역
- 진아린 : 일본화장녀 역
- 장세준 : 와키자카 부장 역
- 정태야 : 시마즈 요시히로 역
- 한동호 : 우키타 히데이에 역
- 김보겸 : 고바야카와 타카카게 역
- 서종원 : 구로다 나가마사 역

### 명나라
- 장과연 : 만력제 역
- 미상 : 정귀비 역
- 미상 : 주상순 역
- 제지 : 이여송 역
- 조항훤 : 진린 역
- 주걸 : 심유경 역
- 장연평 : 석성 역
- 황검봉 : 등자룡 역

### 그 외
- 고한민
- 고한수
- 김현창
- 유민섭
- 송민환
- 양태성
- 정영
- 함영준
- 정수연
- 김현태
- 황선홍
- 정우림
- 최진욱
- 최준혁
- 최선일
- 한건
- 좌정우
- 박성민
- 박서현
- 진선우
- 고원석
- 김완수
- 조완기
- 이상용
- 박익준
- 최현종
- 서덕인
- 윤승훈
- 임지환
- 차강석
- 송승민
- 유영돈
- 오민준
- 이상경
- 김소연
- 강다솔
- 조강우
- 남솔비
- 신희철
- 장미

### 특별 출연
- 손종학 : 오다 노부나가 역
  - 청년 오다 노부나가 : 김채근
- 박노식 : 김윤방 역
- 김승현 : 이선지 역
- 정병철 : 정유길 역

## 시청률
최저 시청률과 최고 시청률은 시청률 조사회사와 지역별로 시청률에 차이가 있을 수 있습니다.
| 회차          | 방송일          | TNMS 시청률    | TNMS 시청률  | AGB 시청률     | AGB 시청률   |
| 회차          | 방송일          | 대한민국(전국) | 서울(수도권) | 대한민국(전국) | 서울(수도권) |
| ------------- | --------------- | -------------- | ------------ | -------------- | ------------ |
| 제1부         | 2016년 9월 3일  | 8.2%           | 8.3%         | 9.2%           | 9.6%         |
| 제2부         | 2016년 9월 8일  | 8.3%           | -            | 8.1%           | 8%           |
| 제3부         | 2016년 9월 9일  | 8.2%           | 6.4%         | 7.6%           | 7.5%         |
| 제4부         | 2016년 9월 22일 | 7.3%           | -            | 7.2%           | -            |
| 제5부         | 2016년 9월 23일 | 8.0%           | -            | 7.1%           | -            |
| 번외편        | 2016년 9월 29일 | 6.6%           | -            | 6.2%           | 6.0%         |
| 재방송        |                 |                |              |                |              |
| 제1부         | 2016년 9월 16일 | 7.2%           | -            | -              | -            |
| 제2부         | 2016년 9월 17일 | -              | -            | 8%             | 7.9%         |
| 제3부         | 2016년 9월 15일 | 8%             | 8.1%         | 7.4%           | 7.2%         |
| 2017년 재방송 |                 |                |              |                |              |
| 제1부         | 2017년 6월 1일  | -              | -            | 4.8%           | -            |
| 제2부         | 2017년 6월 2일  | -              | -            | 5.5%           | -            |
| 제3부         | 2017년 6월 3일  | -              | -            | 4.0%           | -            |

## 수상 경력
- 2016년
  - 방송통신심의위원회 9월의 좋은 프로그램상
  - 제29회 그리메상
    - 우수작품상 - 백홍종, 진아영
    - 연출상 - 김한솔
    - 남자 최우수연기자상 - 김응수
- 2017년
  - 제44회 한국방송대상 작품상